# ワンダーライン
「ワンダーライン」は、YUKIの16枚目（通算17作目）のシングル。

## 解説
同年5月に配信限定でリリースされた「ビスケット」に続き、NTT DoCoMo「N905i」としての書き下ろし楽曲。CMにはYUKIも登場。
テーマは「人と人を繋ぐ見えない線」、雨上がりに前に進んでゆく女の子達をイメージしている。
80年代に流行したHi-NRG風の、1オクターブ上下で跳ねるベースラインが大きな特徴である。

## 収録曲
1. ワンダーライン（4:30）
  - 作詞：YUKI／作曲：野間康介／編曲：YUKI、玉井健二、橋本竜樹／ストリングスアレンジ：弦一徹
  - NTT DoCoMo「N905i」CMソング
  - ベストアルバム『POWERS OF TEN』のプロモーションで出演した2012年2月3日放送の「ミュージックステーション」でテレビ初披露された。
2. ワンダーライン（night swimming mix）（5:02）
  - 編曲：YUKI、玉井健二、大川カズト／ストリングスアレンジ：弦一徹
  - NTT DoCoMo「N905iμ」CMソング
3. ビスケット（2007.10.06 Live@大阪城ホール）（5:53）

## 収録アルバム
本作リリース後最初のアルバムであった2010年3月リリースの5thオリジナルアルバム『うれしくって抱きあうよ』には収録されなかった。2012年2月リリースのベストアルバム『POWERS OF TEN』がアルバム初収録となる。